# Артур Кулльмер
Артур Кулльмер (нім. Arthur Kullmer; 27 серпня 1896, Боккенгайм-ан-дер-Вайнштрассе, Німецька імперія — 28 березня 1953, табір Асбест, Свердловська область, РРФСР) — німецький воєначальник, генерал піхоти вермахту. Кавалер Лицарського хреста Залізного хреста з дубовим листям.

## Біографія
Учасник Першої світової війни. Після демобілізації армії залишений у рейхсвері. З 6 жовтня 1938 року — командир 3-го батальйону 91-го піхотного полку. З 10 листопада 1938 року — ад'ютант для особливих доручень в штабі 7-го армійського корпусу. Учасник Французької кампанії. З 1 серпня 1940 року — ад'ютант штабу 27-го армійського корпусу. З 9 квітня 1941 року — командир 331-го піхотного полку. Учасник німецько-радянської війни. З 1 листопада 1942 року — командир 106-ї, з 10 січня 1943 по 20 червня 1944 року — 296-ї піхотної дивізії. Відзначився у боях в Бобруйському котлі. З 15 липня 1944 року — командир 558-ї гренадерської (з жовтня 1944 року — народно-гренадерської) дивізії, яка діяла у Східній Пруссії, включаючи Гайлігенбайлський мішок. З 14 квітня 1945 року — командир 43-го армійського корпусу. З боями відійшов у Словаччину і 8 травня 1945 року здався американськими військами. 13 травня переданий радянському командуванню. 20 грудня 1950 року військовим трибуналом засуджений до 25 років таборів. Помер у таборі.

## Звання
- Доброволець (17 серпня 1914)
- Унтерофіцер (17 січня 1916)
- Фенрих (27 березня 1916)
- Лейтенант (10 липня 1916)
- Оберлейтенант (31 липня 1925)
- Гауптман (1 лютого 1931)
- Майор (1 січня 1936)
- Оберстлейтенант (1 лютого 1939)
- Оберст (1 жовтня 1941)
- Генерал-майор (1 січня 1943)
- Генерал-лейтенант (1 вересня 1943)
- Генерал піхоти (20 квітня 1945)

## Нагороди
- Залізний хрест
  - 2-го класу (29 серпня 1916)
  - 1-го класу (8 жовтня 1918)
- Орден «За заслуги» (Баварія) 4-го класу з мечами
- Медаль «За відвагу» (Гессен)
- Нагрудний знак «За поранення» в чорному
- Почесний хрест ветерана війни з мечами
- Медаль «За вислугу років у Вермахті» 4-го, 3-го, 2-го і 1-го класу (25 років)
- Застібка до Залізного хреста
  - 2-го класу (26 травня 1940)
  - 1-го класу (12 липня 1940)
- Німецький хрест в золоті (14 січня 1942)
- Медаль «За зимову кампанію на Сході 1941/42»
- Лицарський хрест Залізного хреста з дубовим листям
  - лицарський хрест (27 жовтня 1943)
  - дубове листя (№ 758; 28 лютого 1945)
- Відзначений у Вермахтберіхт (3 грудня 1943)